# Iryna Chalip
Iryna Chalip (belarussisch Ірына Халіп, russisch Ирина Владимировна Халип; * 12. November 1967 in Minsk) ist eine oppositionelle belarussische Journalistin, die von Amnesty International als politischer Gefangener eingestuft wurde. Sie ist die Ehefrau des verhafteten belarussischen Präsidentschaftskandidaten von 2010 Andrej Sannikau.

## Leben
Chalip studierte Journalistik und begann ihre journalistische Laufbahn zu Sowjetzeiten. Mitte der 1990er Jahre arbeitete sie für die Sowjetskaja Belarus. Sie war stellvertretende Chefredakteurin der Zeitung Belorusskaja Delowaja gaseta, die 2006 eingestellt wurde.
Seit 2000 berichtet sie als Korrespondentin aus Minsk für die Zeitung Nowaja gaseta. Sie deckte Korruptionsfälle und Wahlfälschungen auf. Mehrfach wurde sie festgenommen, zwei Strafverfahren wegen Beleidigung des belarussischen Präsidenten Aljaksandr Lukaschenka wurden gegen sie geführt.
Chalip wurde erneut am Abend des 19. Dezember 2010 wie ihr Ehemann nach einer Demonstration gegen Wahlfälschungen bei der Präsidentschaftswahl in Belarus 2010 festgenommen.  Ende Januar 2011 wurde sie freigelassen und unter Hausarrest gestellt. Im Mai 2011 wurde Chalip zu zwei Jahren Haft verurteilt. Dieses Urteil wurde jedoch am 19. Juli 2013 durch ein Minsker Gericht aufgehoben.
Iryna Chalip ist Mutter eines Sohns.

## Auszeichnungen
Iryna Chalip erhielt mehrere internationale Auszeichnungen für ihre Arbeit, darunter den Henri-Nannen-Preis 2005 „für ihren couragierten Kampf für die Pressefreiheit in Weißrussland“.
2009 wurde sie mit dem Courage in Journalism Award der International Women’s Media Foundation ausgezeichnet. 2012 erhielt sie den Hermann-Kesten-Preis. Ihr Name sei in Belarus ein Fanal des Widerstandes, so in der Begründung.